# Agència Fabra
L'Agència Fabra va ser una agència de comunicació i un servei de notícies fundada el 1865 pel periodista Nil Maria Fabra i Deas i va estendre la seva xarxa de recollida d'informació per Espanya i Portugal.
El 1870 Havas, Reuters i Wolf (agències francesa, britànica i alemanya, respectivament) van signar un acord per a intercanviar-se informació i repartir-se les àrees d'influència, la primera va quedar com mestressa de l'espai hispanoamericà i va comprar l'Agència Fabra.
La correspondència d'Havas, enviada per correu o per telègraf, era el nucli de la informació de Fabra, el que incidia que l'estat espanyol tingués una cosmovisió formada per l'agència parisenca. Fabra nodria de notícies peninsulars a Havas, remetent-les per via telegràfica o per correu.
Òbviament, en les notícies al món hispà prevalien els interessos de l'estat francès, d'acord amb la doctrina d'Havas. A l'estat espanyol, el més conflictiu, es va posar de manifest especialment en les disputes en el Nord d'Àfrica (guerra del Marroc) o la guerra de Cuba.
En ocasió de la Primera Guerra Mundial, Havas es va convertir en un canal de propaganda aliada. Sota la direcció de Claudi Ametlla, Fabra va ser durant aquest període una agència aliada de la francesa Havas, eufemisme que encobria una dominació total, en els àmbits econòmic i polític. Un informe de gener de 1921 precisa que la informació internacional de Fabra comprenia 33.000 paraules d'informació procedents de França; 7.000 d'Anglaterra, 7.500 d'Alemanya (via París), 4.500 d'Itàlia, 4.500 d'Amèrica del Nord i 12.500 de la resta del món.
L'entrada de United Press i Associated Press al mercat espanyol, amb més imparcialitat política; la crisi econòmica dels anys trenta; el creixement de despeses; van motivar una crisi i endeutament que EFE va pagar a l'absorbir-la el 1939.